# Rally de Ypres de 2009
El Rally de Ypres de 2009, oficialmente 46. Geko Ypres Rally 2009, fue la edición 45.ª, la cuarta ronda de la temporada 2009 del Campeonato de Europa de Rally y la quinta ronda de la temporada 2009 del Intercontinental Rally Challenge. Se celebró del 23 al 25 de junio y contó con un itinerario de dieciocho tramos sobre asfalto con un total de 287,89 km cronometrados.

## Itinerario y resultados
| Día                 | Tramo | Hora  | Nombre               | Distancia | Ganador     | Tiempo  | Líder rally |
| ------------------- | ----- | ----- | -------------------- | --------- | ----------- | ------- | ----------- |
| Día 1 (19 de junio) | SS1   | 18:08 | Mesen - Sauvegarde 1 | 22.57km   | Kris Meeke  | 11:43.0 | Kris Meeke  |
| Día 1 (19 de junio) | SS2   | 18:36 | Hollebeke 1          | 26.65km   | Freddy Loix | 14:40.2 | Freddy Loix |
| Día 1 (19 de junio) | SS3   | 19:22 | Lille-Mètropole 1    | 9.78km    | Freddy Loix | 5:26.8  | Freddy Loix |
| Día 1 (19 de junio) | SS4   | 21:56 | Mesen - Sauvegarde 2 | 22.57km   | Freddy Loix | 11:40.8 | Freddy Loix |
| Día 1 (19 de junio) | SS5   | 22:24 | Hollebeke 2          | 26.65km   | Kris Meeke  | 14:43.9 | Freddy Loix |
| Día 1 (19 de junio) | SS6   | 23:10 | Lille-Mètropole 2    | 9.78km    | Kris Meeke  | 5:26.9  | Freddy Loix |
| Día 2 (20 de junio) | SS7   | 12:51 | Langemark 1          | 21.86km   | Kris Meeke  | 11:43.1 | Freddy Loix |
| Día 2 (20 de junio) | SS8   | 13:27 | Dikkebus 1           | 11.32 km  | Jan Kopecký | 6:08.8  | Freddy Loix |
| Día 2 (20 de junio) | SS9   | 13:59 | Kemmelberg 1         | 10.23 km  | Freddy Loix | 5:43.0  | Freddy Loix |
| Día 2 (20 de junio) | SS10  | 15:52 | Westouter 1          | 7.22 km   | Kris Meeke  | 4:16.7  | Freddy Loix |
| Día 2 (20 de junio) | SS11  | 16:10 | Heuvelland 1         | 31.26 km  | Kris Meeke  | 16:21.0 | Freddy Loix |
| Día 2 (20 de junio) | SS12  | 18:09 | Langemark 2          | 21.86 km  | Kris Meeke  | 11:33.7 | Kris Meeke  |
| Día 2 (20 de junio) | SS13  | 18:55 | Dikkebus 2           | 11.32 km  | Kris Meeke  | 6:04.0  | Kris Meeke  |
| Día 2 (20 de junio) | SS14  | 19:17 | Kemmelberg 2         | 10.23 km  | Freddy Loix | 5:40.6  | Kris Meeke  |
| Día 2 (20 de junio) | SS15  | 21:10 | Westouter 2          | 7.22 km   | Freddy Loix | 4:16.1  | Kris Meeke  |
| Día 2 (20 de junio) | SS16  | 21:27 | Heuvelland 2         | 31.26 km  | Freddy Loix | 16:23.1 | Kris Meeke  |

## Clasificación final
| Pos.                 | Piloto                | Copiloto            | Coche                          | Tiempo    | Diferencia | Puntos |
| -------------------- | --------------------- | ------------------- | ------------------------------ | --------- | ---------- | ------ |
| 1.                   | Kris Meeke            | Paul Nagle          | Peugeot 207 S2000              | 2:32:16.3 | 0.0        | 10     |
| 2.                   | Jan Kopecký           | Petr Starý          | Škoda Fabia S2000              | 2:32:36.7 | +20.4      | 8      |
| 3.                   | Freddy Loix           | Frédéric Miclotte   | Peugeot 207 S2000              | 2:33:56.8 | +1:40.5    | 6      |
| 4.                   | Pieter Tsjoen         | Eddy Chevallier     | Peugeot 207 S2000              | 2:34:51.6 | +2:35.3    | 5      |
| 5.                   | Juho Hänninen         | Mikko Markkula      | Škoda Fabia S2000              | 2:35:51.4 | +3:35.1    | 4      |
| 6.                   | Gilles Schammel       | Renaud Jamoul       | Peugeot 207 S2000              | 2:36:22.7 | +4:06.4    | 3      |
| 7.                   | Jasper van den Heuvel | Martine Kolman      | Mitsubishi Lancer Evo X        | 2:36:22.8 | +4:06.5    | 2      |
| 8.                   | Giandomenico Basso    | Mitia Dotta         | Fiat Abarth Grande Punto S2000 | 2:36:41.2 | +4:24.9    | 1      |
| Campeonato de Europa |                       |                     |                                |           |            |        |
| 1. (8.)              | Giandomenico Basso    | Mitia Dotta         | Fiat Abarth Grande Punto S2000 | 2:36:41.2 | 0.0        | 15     |
| 2. (9.)              | Luca Betti            | Piercarlo Capolongo | Peugeot 207 S2000              | 2:38:04.6 | +1:23.4    | 13     |
| 3. (10.)             | Corrado Fontana       | Carlo Cassina       | Peugeot 207 S2000              | 2:38:40.8 | +1:59.6    | 8      |

| Predecesor: Croacia 2009 | ERC 2009 | Sucesor: Bulgaria 2009 |
| Predecesor: Azores 2009  | IRC 2009 | Sucesor: Rusia 2009    |